# Даллеспорт (Вашингтон)
Даллеспорт (англ. Dallesport) — переписна місцевість (CDP) в США, в окрузі Клікітат штату Вашингтон. Населення — 1328 осіб (2020).

## Географія
Даллеспорт розташований за координатами 45°37′54″ пн. ш. 121°10′8″ зх. д. / 45.63167° пн. ш. 121.16889° зх. д. (45.631591, -121.168866).  За даними Бюро перепису населення США в 2010 році переписна місцевість мала площу 19,55 км², з яких 17,44 км² — суходіл та 2,11 км² — водойми.

## Демографія
Згідно з переписом 2010 року, у переписній місцевості мешкали 1202 особи в 497 домогосподарствах у складі 330 родин. Густота населення становила 61 особа/км².  Було 542 помешкання (28/км²).
Расовий склад населення:
| - 91,0 % — білих - 3,2 % — корінних американців - 1,2 % — азіатів - 0,1 % — чорних або афроамериканців - 1,5 % — осіб інших рас |

До двох чи більше рас належало 3,1 %. Частка іспаномовних становила 5,7 % від усіх жителів.
За віковим діапазоном населення розподілялося таким чином: 21,0 % — особи молодші 18 років, 60,9 % — особи у віці 18—64 років, 18,1 % — особи у віці 65 років та старші. Медіана віку мешканця становила 46,0 року. На 100 осіб жіночої статі у переписній місцевості припадало 104,8 чоловіків;  на 100 жінок у віці від 18 років та старших — 101,3 чоловіків також старших 18 років.
Середній дохід на одне домашнє господарство  становив 46 612 долари США (медіана — 40 357), а середній дохід на одну сім'ю — 53 820 доларів (медіана — 49 650). За межею бідності перебувало 6,0 % осіб, у тому числі 14,2 % дітей у віці до 18 років та 0,0 % осіб у віці 65 років та старших.
Цивільне працевлаштоване населення становило 420 осіб. Основні галузі зайнятості: виробництво — 25,7 %, роздрібна торгівля — 19,8 %, транспорт — 13,3 %, сільське господарство, лісництво, риболовля — 10,0 %.